# Петер фон Олденбург (1812–1881)
Константин Фридрих Петер фон Олденбург (на немски: Konstantin Friedrich Peter von Oldenburg/Peter Georgievich of Oldenburg; на руски: Пётр Гео́ргиевич Ольденбу́ргский/Piotr Gueorguievitch Oldenbourgski; * 14 август/26 август 1812, Ярославъл, Руска империя; † 2 май/14 май 1881, Санкт Петербург, Руска империя) е херцог на Олденбург.

## Биография
Той е син на херцог Георг фон Олденбург (1784 – 1812) и съпругата му велика княгиня Екатерина Павловна (1788 – 1819), дъщеря на руския император Павел I и София Доротея фон Вюртемберг. Майка му Катерина се омъжва втори път през 1816 г. за крал Вилхелм I фон Вюртемберг (1781 – 1864) и той е полубрат на София, от 1839 г. съпруга на крал Вилхелм III от Нидерландия.
Петер живее с по-големия му брат Александер († 1829) при доведения му баща в Щутгарт и след смъртта на майка му през 1819 г. отново в Олденбург.
Петър става руски генерал и по-късно е на руска държавна служба.

## Фамилия
Петер се жени на 23 април 1837 г. в Бибрих за принцеса Тереза фон Насау (* 17 април 1815, Вайлбург; † 8 декември 1871, Прага), дъщеря на херцог Вилхелм I фон Насау и първата му съпруга Луиза фон Саксония-Хилдбургхаузен. Те имат децата:
- Александра (1838 – 1900), омъжена за велик княз Николай Николаевич (1831 – 1891), син на руския цар Николай I († 1855)
- Николаус фон Олденбург (1840 – 1886), херцог на Олденбург, женен на 29 май 1863 г. за Мария Булатцели, графиня фон Остернбург (1845 – 1909)
- Мария Фридерика Цецилия (1842 – 1842)
- Александер фон Олденбург (1844 – 1932), женен на 19 януари 1868 г. за принцеса Евгения Романовски (1845 – 1925), дъщеря на Максимилиан дьо Боарне, внучка на руския цар Николай I
- Катарина (1846 – 1866)
- Георг (1848 – 1871)
- Константин Петрович фон Олденбург (1850 – 1906), женен на 20 октомври 1882 г. за Агрипина Джапаридзе, графиня фон Зарнекау (1855 – 1926)
- Тереза Петровна фон Олденбург (1852 – 1883), омъжена на 11 май 1879 г. за Георги Максимилианович (1852 – 1912), 6 херцог на Лойхтенберг, син на Максимилиан дьо Боарне и внук на руския цар Николай I.

- Тереза фон Насау
- Николаус фон Олденбург със съпругата му Мария
- Александер фон Олденбург
- Константин фон Олденбург
- Тереза Петровна фон Олденбург

## Портрети на Петер фон Олденбург
- (1842)